# سرجیو کیروگا
سرجیو کیروگا (انگلیسی: Sergio Quiroga؛ زادهٔ ۷ ژوئن ۱۹۹۴) بازیکن فوتبال است.
از باشگاه‌هایی که در آن بازی کرده‌است می‌توان به باشگاه فوتبال آرژانتینوس جونیورز اشاره کرد.